# Saint-Thonan
Saint-Thonan è un comune francese di 1 392 abitanti situato nel dipartimento del Finistère nella regione della Bretagna.

## Società

### Evoluzione demografica
Abitanti censiti